# Almojábana
Almojábana là một loại bánh mì làm từ pho mát cuajada và bột ngô.

## Thông tin
Almojábana là một loại bánh mì nhỏ, hình bánh mì có hương vị bánh tart. Nó có một số biến thể giữa Mỹ gốc Tây Ban Nha và Tây Ban Nha.
Từ nguyên bắt nguồn từ tiếng Hispano-Arab và lần lượt từ tiếng Ả Rập cổ điển "almuǧábbana" (làm bằng pho mát) và "ǧubn" (pho mát). "Al" được sử dụng làm mạo từ, "mo" trong hành động, "jabana" như trong phô mai bắt nguồn từ habn có nghĩa là phô mai trong tiếng Ả Rập (almojabana có nghĩa là phô mai).

## Nguyên liệu
Almojábanas được làm bằng masarepa hoặc bột ngô trắng nấu sẵn, pho mát, bơ, bột nở, muối, trứng và sữa.

## Lễ hội
Lễ hội Almojában được tổ chức tại Lares, Puerto Rico vào tháng 10.

## Thư viện

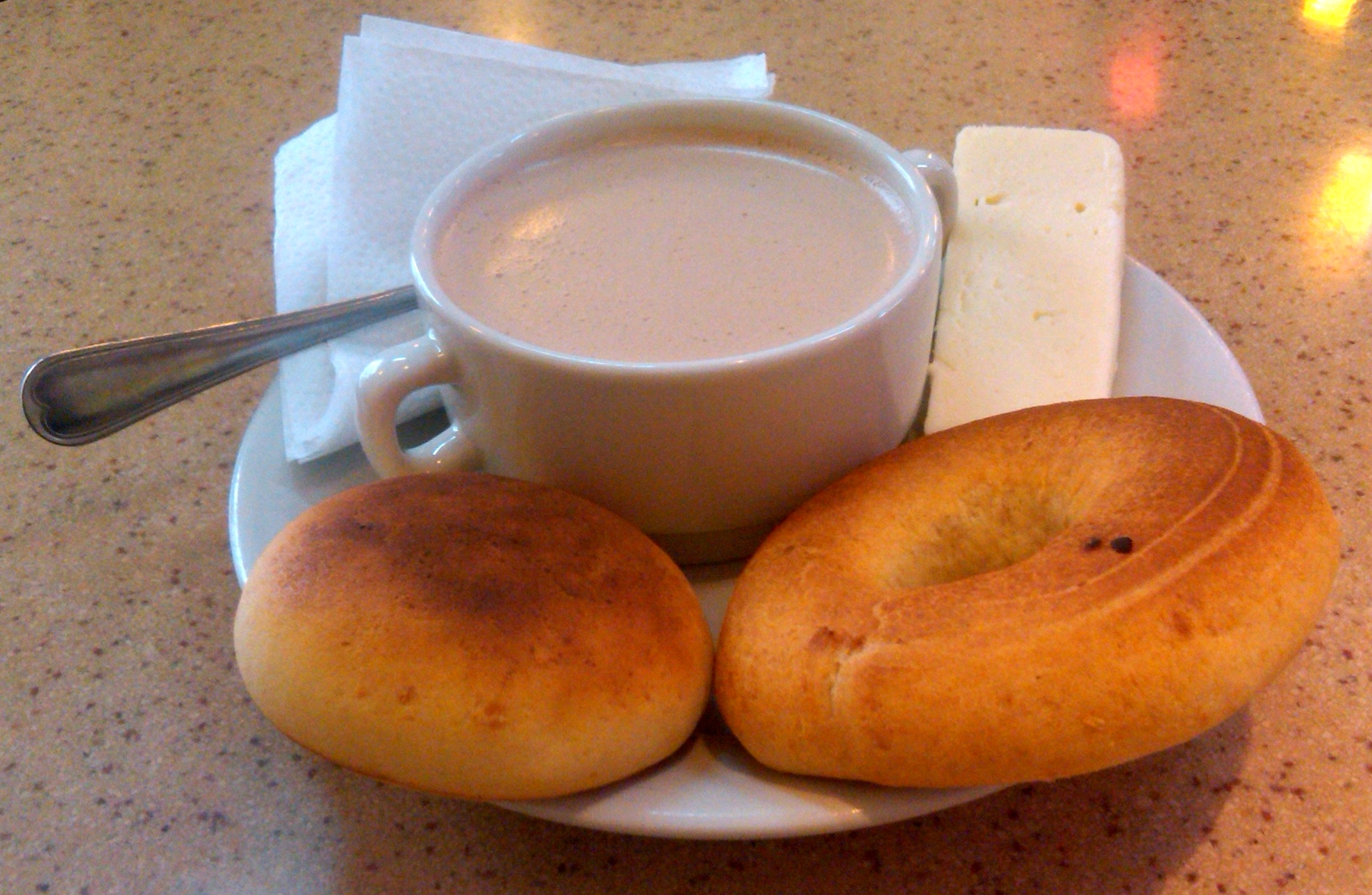
Bữa sáng truyền thống ở Bogotá và vùng lân cận bao gồm sô cô la nóng, pho mát và hai loại bánh mì: almojábana (bên trái) và pandequeso ở bên phải.